# 아남바스관박쥐
아남바스관박쥐(Rhinolophus nereis)는 관박쥐과에 속하는 박쥐의 일종이다. 아남바스 제도의 시안탄섬, 인도네시아 보르네오섬 서부의 나투나 제도 북부 지역의 토착종이다. 생태와 전체 개체군의 크기는 거의 알려져 있지 않다.